# ベン・ワトソン (1985年7月生のサッカー選手)
ベン・ワトソン（Ben Watson、1985年7月9日 - ）は、イングランド・ロンドンサザーク区出身の元プロサッカー選手。現役時代のポジションは、ミッドフィールダー。

## クラブ経歴
クリスタル・パレスFCの下部組織で育成され、2002–03シーズン最終節のワトフォードFC戦トップチームデビュー。
2009年1月、ウィガン・アスレティックFCに移籍。2013年のマンチェスターシティとのFAカップ決勝では後半35分に途中出場しアディショナルタイムにコーナーキックから決勝点となるヘディングシュートを決め優勝に貢献した。
その後、クイーンズ・パーク・レンジャーズFC、ウェスト・ブロムウィッチ・アルビオンFCへのレンタル移籍を経て2015年1月にワトフォードFCに完全移籍。
2018年2月、ノッティンガム・フォレストFCに移籍。2020年9月、チャールトン・アスレティックFCに移籍。
2020年、チャールトン・アスレティックFCに移籍。
2022年8月10日、現役引退を表明した。

## タイトル

### クラブ
ウィガン・アスレティックFC
- FAカップ: 2012–13